# Fentonia frisoni
Fentonia frisoni är en fjärilsart som beskrevs av Barnes och Benjamin 1927. Fentonia frisoni ingår i släktet Fentonia och familjen tandspinnare. Inga underarter finns listade i Catalogue of Life.